# Hourtin
Hourtin település Franciaországban, Gironde megyében. Lakosainak száma 4028 fő (2022. január 1.). Hourtin Naujac-sur-Mer, Carcans, Lesparre-Médoc, Saint-Germain-d’Esteuil és Saint-Laurent-Médoc községekkel határos.

## Népesség
A település népességének változása:
| Lakosok száma | 2063 | 2048 | 2072 | 2404 | 3375 | 3490 | 3506 | 3813 | 3967 | 4028 |
|               | 1968 | 1982 | 1990 | 2006 | 2013 | 2015 | 2017 | 2019 | 2020 | 2022 |